# Philip Wharton
 (décembre 2021).
Philip Wharton (Comté d'Oxford, Angleterre, 21 décembre 1698 – Monastère de Poblet, Catalogne, 31 mai 1731), 1er duc de Wharton, est un important homme politique jacobite, un libertin célèbre et l'un des premiers grands maîtres de la franc-maçonnerie.

## Enfance et Jeunesse
Philip Wharton est le fils de Thomas "Honest Tom" Wharton, membre du parti Whig. Il reçoit une excellente éducation et est formé pour devenir un grand orateur. À la mort de son père, il lui succède dans la pairie de Grande-Bretagne comme marquis de Wharton et de Malmesbury. Il est aussi marquis de Catherlough dans la Pairie d'Irlande. Il s'enfuit avec Martha Holmes, fille du major-général Richard Holmes et commence à voyager. Les immenses domaines de son père sont confiés à la gestion de sa mère et des amis de son père.
Il voyage en France et en Suisse et rencontre le « Old Pretender » Jacques François Stuart qui lui donne le titre de duc de Northumberland en 1716. Il part alors en Irlande où, à l'âge de 18 ans, il entre à la chambre des lords irlandaise en tant que marquis de Catherlough. Il est fait duc de Wharton en 1718 par George Ier de Grande-Bretagne.
Il fonde le premier Hellfire Club en 1718 à Londres.
En 1719, sa femme a un fils nommé Thomas, qui meurt dans une épidémie de variole dans sa première année.

## Vie politique
Fidèle à Jacques François Stuart, fils de Jacques II détrôné en 1688, il se dit Jacobite. Selon lui, ce prétendant est fidèle, comme l'était son père, aux principes Whig que trahissaient le libéral Robert Walpole et le nouveau monarque. Il s'oppose activement à Walpole en 1722, en particulier en finançant un périodique nommé « The True Briton».
Il commence à accumuler les dettes, au point qu'il vend ses propriétés d'Irlande pour investir dans la South Sea Company. Quand celle-ci s'effondre dans le Krach de 1720, il perd la somme considérable de 120 000 £ et s'en amuse en organisant un simulacre de riches funérailles publiques pour la compagnie en faillite.
En 1725, ne pouvant plus faire face à ses dettes, il quitte la Grande-Bretagne.

## Exil et déclin
Ayant quitté la Grande-Bretagne avec plus de 70 000 £ de dettes, il accepte en 1725 les fonctions d'ambassadeur du Prétendant auprès du Saint-Empire romain germanique, à Vienne. Mais les autrichiens n'appréciant pas sa vie dissipée, il rejoint son protecteur à Rome où il reçut de ses mains l'Ordre de la Jarretière[réf. nécessaire]. Il part ensuite pour Madrid, où son épouse meurt en 1726. Trois mois plus tard, il épouse Maria Theresa O'Neill O'Beirne dans une cérémonie qui fait scandale.
Il revend son titre à George Ier et s'engage contre l'Angleterre dans les forces jacobites de l'armée espagnole. Il est blessé à Gibraltar en 1727.
En 1728, il publie un pamphlet contre la « corruption » de la cause Whig par Walpole, intitulé « Reasons for Leaving his Native Country » (« Motifs de quitter son pays natal »).
En 1730, totalement ruiné, banni hors de Madrid à la suite d'une rixe, il renonce à la cause jacobite et trouve refuge en compagnie de sa seconde épouse au Monastère de Poblet, Catalogne, où il meurt des conséquences de son alcoolisme le 31 mai 1731. Sa veuve retourne alors à Londres avec l'aide du prétendant et parvient à y faire valoir ses droits en 1736, s'assurant ainsi une vie confortable.
Les titres nobiliaires de Wharton sont tous éteints après lui.

## Carrière maçonnique
Membre de la loge maçonnique King's Arms de Londres, le duc de Wharton devient le sixième grand maître de la Grande Loge de Londres du 22 juin 1722 au 24 juin 1723.
En 1724, après s'être brouillé avec elle, il aurait constitué les Gormogons, afin de parodier la première Grande Loge d'Angleterre avec laquelle il s'était brouillé juste après en avoir été le grand maître.
Il est à l'origine de la création de la première loge d'Espagne: French Arms, no 50, située calle de San Bernardo, à Madrid. Cette loge envoie une demande de reconnaissance à la Grande Loge de Londres qui y est reçue le 17 avril 1728.
La même année 1728, les francs-maçons français décident de le reconnaître comme « grand maître des francs-maçons en France », à l'occasion de son séjour à Paris et à Lyon de 1728 à 1729. Les jacobites James Hector MacLean (1703-1750) puis Charles Radclyffe, comte de Derwentwater (1693-1746), lui succèdent. Sa nomination à la tête des francs-maçons de France, antérieure à la transformation de la « Grande Loge de Londres et de Wesminster » en « Grande Loge d'Angleterre » en 1738, est considéré par une partie des historiens comme le point de départ d'une franc-maçonnerie française indépendante de celle de Grande-Bretagne.